# Choerotricha glandulosa
Choerotricha glandulosa är en fjärilsart som beskrevs av Felder 1874. Choerotricha glandulosa ingår i släktet Choerotricha och familjen tofsspinnare. Inga underarter finns listade i Catalogue of Life.